# Yamato (lớp thiết giáp hạm)
IJN Yamato (tiếng Nhật: 大和型戦艦; rōmaji: Yamato-gata senkan; phiên âm Hán-Việt: Đại Hòa hình chiến hạm
) là những thiết giáp hạm của Hải quân Đế quốc Nhật Bản được chế tạo và hoạt động trong Thế chiến thứ hai. Với trọng lượng rẽ nước khi đầy tải lên đến 72.000 tấn, đây là những chiến hạm lớn nhất, nặng nhất và trang bị vũ khí mạnh nhất từng được chế tạo tính tới thời điểm đó. Lớp này mang hải pháo lớn nhất từng được trang bị trên một tàu chiến: chín khẩu pháo 460 mm (18,1 inch), mỗi chiếc có thể bắn đạn pháo nặng 1.360 kg (2.998 lb) đi một khoảng cách 42 km (26 dặm). Hai thiết giáp hạm thuộc lớp này Yamato và Musashi được hoàn tất, trong khi chiếc thứ ba Shinano được cải biến thành một tàu sân bay khi được chế tạo.
Với những thông số ấn tượng và vỏ giáp và hỏa lực, lớp Yamato có thể đánh bại mọi chiếc thiết giáp hạm khác trong các trận đấu một chọi một. Nhưng không may cho lớp Yamato và các thiết giáp hạm nói chung, đó là chúng đã trở nên lỗi thời trước một loại tàu chiến mới là tàu sân bay. Máy bay ném bom từ tàu sân bay có thể tấn công một tàu chiến trong phạm vi vài trăm km, vượt xa tầm bắn của đại bác trên thiết giáp hạm (chỉ khoảng 40 km). Với chi phí đắt gấp 2,5 lần so với một tàu sân bay, lớp Yamato đã khiến nền công nghiệp quốc phòng Nhật Bản hao tổn rất nhiều nguồn lực, nhưng hiệu quả tác chiến của nó lại rất thấp so với tàu sân bay: chiếc Musashi đã bị máy bay đánh chìm khi chưa kịp giao chiến với chiếc tàu địch nào, còn chiếc Yamato chỉ tham gia được 1 trận hải chiến trước khi bị máy bay đánh chìm.
Do mối đe dọa của tàu ngầm và Tàu sân bay Mỹ, cả Yamato lẫn Musashi đều trải qua hầu hết thời gian hoạt động của nó tại các căn cứ hải quân ở Brunei, Truk và Kure, nhiều lần được huy động để đối phó các cuộc không kích của Mỹ xuống các căn cứ Quân đội Nhật Bản, trước khi tham gia Hải chiến vịnh Leyte, trong thành phần Lực lượng Trung tâm của Đô đốc Kurita. Musashi bị đánh chìm trên đường đi đến chiến trường bởi máy bay từ các tàu sân bay Mỹ. Shinano bị đánh chìm mười ngày sau khi được đưa vào hoạt động vào tháng 11 năm 1944 bởi tàu ngầm Mỹ Archer-Fish, trong khi Yamato bị đánh chìm vào tháng 4 năm 1945 trong Cuộc hành quân Ten-Go.
Vào lúc Đồng Minh sắp chiếm đóng Nhật Bản, các sĩ quan đặc vụ của Hải quân Đế quốc Nhật Bản đã tiêu hủy hầu như toàn bộ các ghi chép, bản vẽ và hình ảnh trực tiếp hoặc có liên quan đến lớp Yamato, chỉ để lại một phần những ghi chép về đặc tính thiết kế và các vấn đề kỹ thuật khác. Việc tiêu hủy hiệu quả tới mức cho đến năm 1948, những hình ảnh duy nhất có được về Yamato và Musashi chỉ là những tấm được chụp bởi máy bay của Hải quân Hoa Kỳ tham gia tấn công hai chiếc thiết giáp hạm trên. Cho dù có những hình ảnh và thông tin trong các tài liệu không bị tiêu hủy dần dần được đưa ra ánh sáng trong những năm gần đây, việc mất mát hầu hết các tài liệu đã khiến việc nghiên cứu một cách sâu rộng lớp Yamato trở nên khó khăn. Thông tin về lớp tàu này chủ yếu thu lượm qua việc phỏng vấn các quan chức và sĩ quan hải quân sau khi Nhật Bản đầu hàng.

## Thiết kế
Việc thiết kế lớp thiết giáp hạm Yamato được hình thành do xu hướng bành trướng của chính phủ Nhật Bản, các thế lực công nghiệp Nhật Bản, và nhu cầu về một hạm đội đủ mạnh để đe dọa các lực lượng chống đối có thể có.
Trong những năm 1930, giới cầm quyền Nhật Bản bắt đầu chuyển sang chủ nghĩa quốc gia cực đoan kiểu quân phiệt. Họ cổ súy cho việc mở rộng Đế quốc Nhật Bản, bao gồm cả Thái Bình Dương và Đông Nam Á. Việc một đế chế như vậy, trải dài 4.800 km (3.000 dặm) từ Trung Quốc đến đảo san hô vòng Midway, cần một hạm đội lớn để duy trì khả năng kiểm soát toàn bộ lãnh thổ của Đế quốc Nhật. Cho dù mọi chiếc thiết giáp hạm của Nhật Bản trước lớp Yamato đều được chế tạo trước năm 1921, tất cả chúng đều được tái cấu trúc hay hiện đại hóa đáng kể, hoặc cả hai, trong Thập niên 1930. Cùng với những đặc tính mới khác, việc này cho phép chúng có tốc độ và hỏa lực được tăng cường, điều mà Nhật Bản dự tính sử dụng trong việc chinh phục và duy trì đế chế mà họ khao khát. Khi Nhật Bản rút khỏi Hiệp ước Hải quân London vào năm 1934, họ không còn phải thiết kế tàu chiến trong những giới hạn của những hiệp định trước đây, và vì vậy được tự do chế tạo tàu chiến lớn hơn các thế lực hải quân chủ yếu khác.

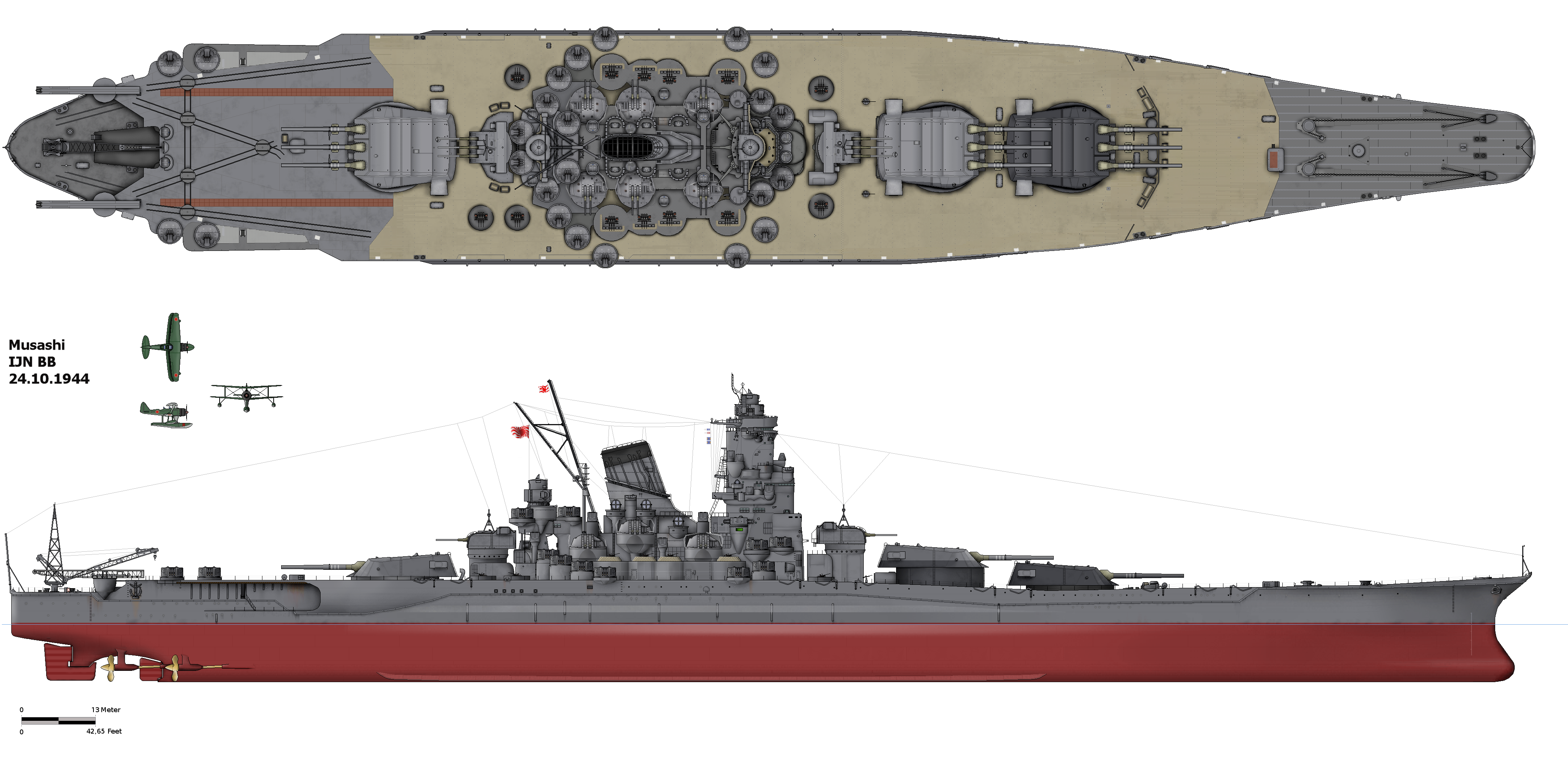
Hình vẽ chiếc Musashi như nó hiện hữu vào tháng 10 năm 1944

Khi Nhật Bản cần phải duy trì các thuộc địa cung cấp các nguyên liệu thiết yếu dẫn đến khả năng phải đối đầu với Hoa Kỳ, quốc gia này trở thành đối thủ tiềm tàng chủ yếu của Nhật. Tuy nhiên, Mỹ lại sở hữu một tiềm năng công nghiệp lớn hơn nhiều so với Nhật Bản, chiếm 32,2% sản lượng công nghiệp toàn thế giới so với 3,5% của Nhật Bản. Hơn nữa, nhiều nhà lãnh đạo trong Quốc hội Mỹ tuyên bố "sẽ áp đảo Nhật Bản bằng sức mạnh gấp ba lần trong cuộc chạy đua vũ trang hải quân". Vì vậy, nền công nghiệp Nhật Bản không thể nào hy vọng sẽ cạnh tranh lại được khả năng công nghiệp của Hoa Kỳ, nên các đòi hỏi về thiết kế quy định rằng từng chiếc thiết giáp hạm mới sẽ vượt trội hơn hẳn so với đối thủ tương đương bên Hải quân Hoa Kỳ. Mỗi chiếc tàu chủ lực của Nhật phải có khả năng tiếp chiến với nhiều tàu chiến chủ lực đối phương cùng một lúc, làm giảm bớt nhu cầu sử dụng nguồn lực công nghiệp vào việc chế tạo tàu chiến như của Hoa Kỳ. Nhiều người trong Bộ tư lệnh Quân đội và Hải quân Nhật hy vọng những con tàu như vậy sẽ đe dọa và thuyết phục Mỹ nhân nhượng cho vấn đề Nhật Bản bành trướng tại khu vực Thái Bình Dương.
Các nghiên cứu ban đầu về một lớp thiết giáp hạm mới bắt đầu được tiến hành sau khi Nhật Bản rút khỏi Hội Quốc Liên và từ bỏ các cam kết trong các hiệp ước hải quân Washington và London. Từ năm 1934 đến năm 1936, 24 đề án sơ thảo đã được đưa ra. Các đề án ban đầu này khác nhau đáng kể về vũ khí, động lực, tầm hoạt động và vỏ giáp. Cỡ pháo chính dao động giữa 460 mm (18,1 inch) và 410 mm (16,1 inch), trong khi dàn pháo hạng hai kết hợp những số lượng khác nhau của các cỡ pháo 155 mm (6,1 inch), 127 mm (5 inch) và 25 mm. Trong hầu hết các bản thiết kế, động lực được lựa chọn là sự kết hợp lai giữa diesel- turbine hơi nước, chỉ có một phương án sử dụng động cơ diesel thuần túy và một thiết kế nữa chỉ dùng turbine. Tầm hoạt động được đề nghị thấp nhất là 11.000 km (6.000 hải lý) ở thiết kế A-140-J2 cho đến cao nhất là 17.000 km (9.200 hải lý) trong thiết kế A-140A và A-140-B2 ở tốc độ 33,3 km/h (18 knot). Độ dày lớp vỏ giáp cũng thay đổi cho phép bảo vệ con tàu chống lại hỏa lực của hải pháo từ 410 mm cho đến 460 mm.
Sau khi tất cả các đề án được xem xét, hai trong số chúng được cho là có khả năng hiện thực, A-140-F3 và A-140-F4. Khác biệt chủ yếu của chúng là ở tầm hoạt động 9.075 km (4.900 hải lý) so với 13.300 km (7.200 hải lý) ở vận tốc 29,6 km/h (16 knot), chúng được sử dụng trong việc nghiên cứu sơ bộ cuối cùng, vốn được hoàn tất vào ngày 20 tháng 7 năm 1936. Bản thiết kế cuối cùng được hoàn tất vào tháng 3 năm 1937, và được Chuẩn Đô đốc Fukuda Keiji chấp thuận. Trong thiết kế sau cùng này, tầm hoạt động lên đến 7.200 hải lý cuối cùng được chọn, và kiểu động lực lai diesel-turbine hơi nước bị loại bỏ để chọn turbine hơi nước. Động cơ diesel bị loại bỏ khỏi thiết kế do những vấn đề liên quan đến động cơ trên lớp tàu tiếp liệu tàu ngầm Taigei. Động cơ của chúng, vốn tương tự như kiểu sẽ được lắp trên những chiếc thiết giáp hạm mới, do "lỗi thiết kế căn bản", đòi hỏi "những nỗ lực sửa chữa và bảo trì đáng kể" mới giữ cho chúng hoạt động được. Hơn nữa, nếu động cơ bị hỏng hoàn toàn, lớp vỏ giáp dày đến 200 mm (8 inch) bảo vệ khu vực hầm máy sẽ ngăn trở đáng kể các nỗ lực thay thế chúng.
Thiết kế cuối cùng có một trọng lượng rẽ nước tiêu chuẩn 64.000 tấn và trọng lượng rẽ nước khi đầy tải là 69.988 tấn, làm cho chúng trở thành những thiết giáp hạm lớn nhất từng được thiết kế, và cũng là thiết giáp hạm lớn nhất từng được chế tạo. Vũ khí trang bị cho dàn pháo chính gồm chín khẩu hải pháo 460 mm (18 inch) gắn trên ba tháp pháo ba nòng, mỗi chiếc còn nặng hơn cả một tàu khu trục của những năm 1930. Các thiết kế này được cấp chỉ huy tối cao của Hải quân Nhật chấp thuận, cho dù có nhiều sự phản đối từ các phi công hải quân, những người đã đòi hỏi phải chế tạo những tàu sân bay hơn là thiết giáp hạm. Ngay từ năm 1933, các phi công trong Hải quân Đế quốc Nhật Bản, bao gồm Đô đốc Isoroku Yamamoto, đã tranh luận rằng cách tốt nhất để phòng thủ chống lại các cuộc tấn công của tàu sân bay Mỹ phải là một hạm đội tàu sân bay tương đương, chứ không phải là một hạm đội thiết giáp hạm. Tuy nhiên, khi cuộc tranh luận được đưa ra, các đô đốc lớn tuổi và bảo thủ đã cố giữ quan điểm truyền thống cho rằng thiết giáp hạm vẫn là tàu chiến chủ lực của hạm đội bằng cách ủng hộ cho việc chế tạo những chiếc siêu thiết giáp hạm thuộc lớp Yamato. Có tổng cộng năm chiếc thiết giáp hạm lớp Yamato được lên kế hoạch.

## Các con tàu

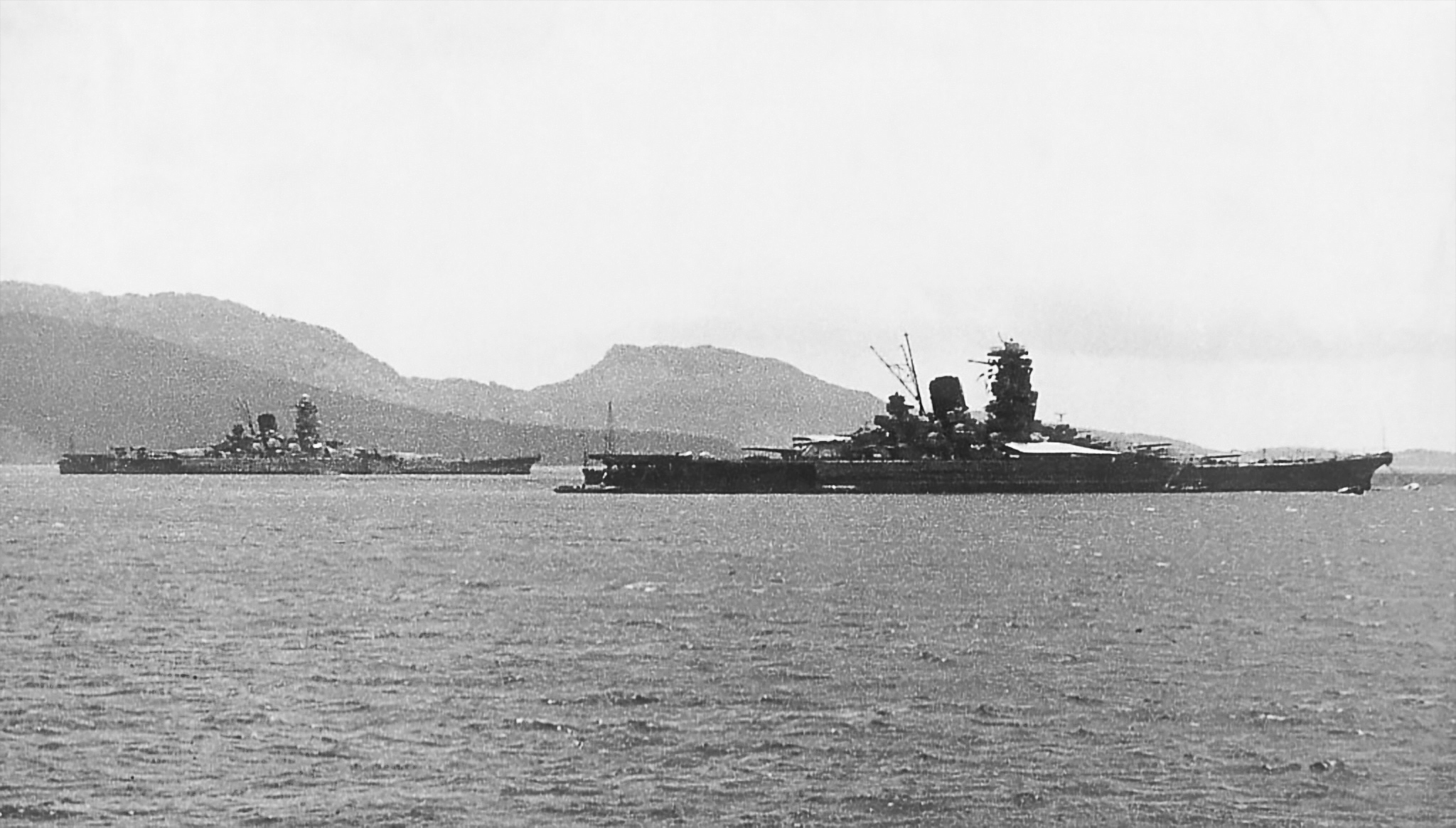
Yamato và Musashi thả neo trong vùng biển ngoài khơi quần đảo Truk năm 1943

Mặc dù có năm chiếc tàu thuộc lớp Yamato được vạch kế hoạch vào năm 1937, chỉ có ba chiếc – hai thiết giáp hạm và một tàu sân bay – được hoàn tất. Do thiếu nguồn lực, thân của chiếc tàu thứ tư, vốn chỉ hoàn tất được 30%, bị tháo dỡ vào năm 1942; vật liệu tháo ra được sử dụng nhằm cải biến hai chiếc thiết giáp hạm Ise và Hyūga thành những thiết giáp hạm lai tàu sân bay. Cho dù thành tàu được tháo dỡ, đáy tàu gồm hai lớp không bị tháo dỡ, mà sau đó việc chế tạo "bốn tàu ngầm cỡ lớn" được thực hiện bên trên đáy tàu này Chiếc thứ năm chưa bao giờ được đặt lườn.
Cả ba chiếc đều được chế tạo trong điều kiện tối mật nhằm ngăn ngừa các viên chức tình báo Mỹ biết được sự hiện hữu và đặc tính của chúng. Quả thực vậy, Cục tình báo Hải quân Hoa Kỳ chỉ biết đến Yamato và Musashi qua tên của nó vào cuối năm 1942. Trong giai đoạn đầu, những dự đoán của họ về đặc tính của lớp tàu này còn cách rất xa so với thực tế; trong khi họ nói đúng về chiều dài, lớp tàu này được cho là có mạn thuyền rộng 33,5 m (110 ft) (trong thực tế ở vào khoảng 38,7 m/127 ft) và trọng lượng rẽ nước là 40.000–57.000 tấn (thực tế là 69.000 tấn). Thêm vào đó, cho đến tháng 7 năm 1945, bốn tháng sau khi chiếc Yamato bị đánh chìm, người ta vẫn còn cho là vũ khí chính của lớp Yamato gồm chín khẩu pháo 406 mm (16 inch). Cả tạp chí Jane's Fighting Ships lẫn giới báo chí phương Tây đều báo cáo sai về đặc tính của con tàu. Vào tháng 9 năm 1944, Jane's Fighting Ships liệt kê trọng lượng rẽ nước của cả Yamato lẫn Musashi là 45.000 tấn. Tương tự như vậy, cả tờ New York Times lẫn hãng thông tấn Associated Press đều cho là con tàu có lượng rẽ nước 45.000 tấn và đạt tốc độ 54 km/h (30 knot); ngay cả sau khi Yamato bị đánh chìm vào tháng 4 năm 1945, The Times ở London tiếp tục gán cho nó trọng lượng rẽ nước 45.000 tấn. Dù sao, sự hiện hữu của những con tàu này, và các đặc tính được dự đoán, đã ảnh hưởng lớn đến các kỹ sư hải quân Mỹ trong việc thiết kế lớp thiết giáp hạm Montana, khi cả năm chiếc đều được chế tạo để nhằm đối phó lại hỏa lực của lớp Yamato.

### Yamato

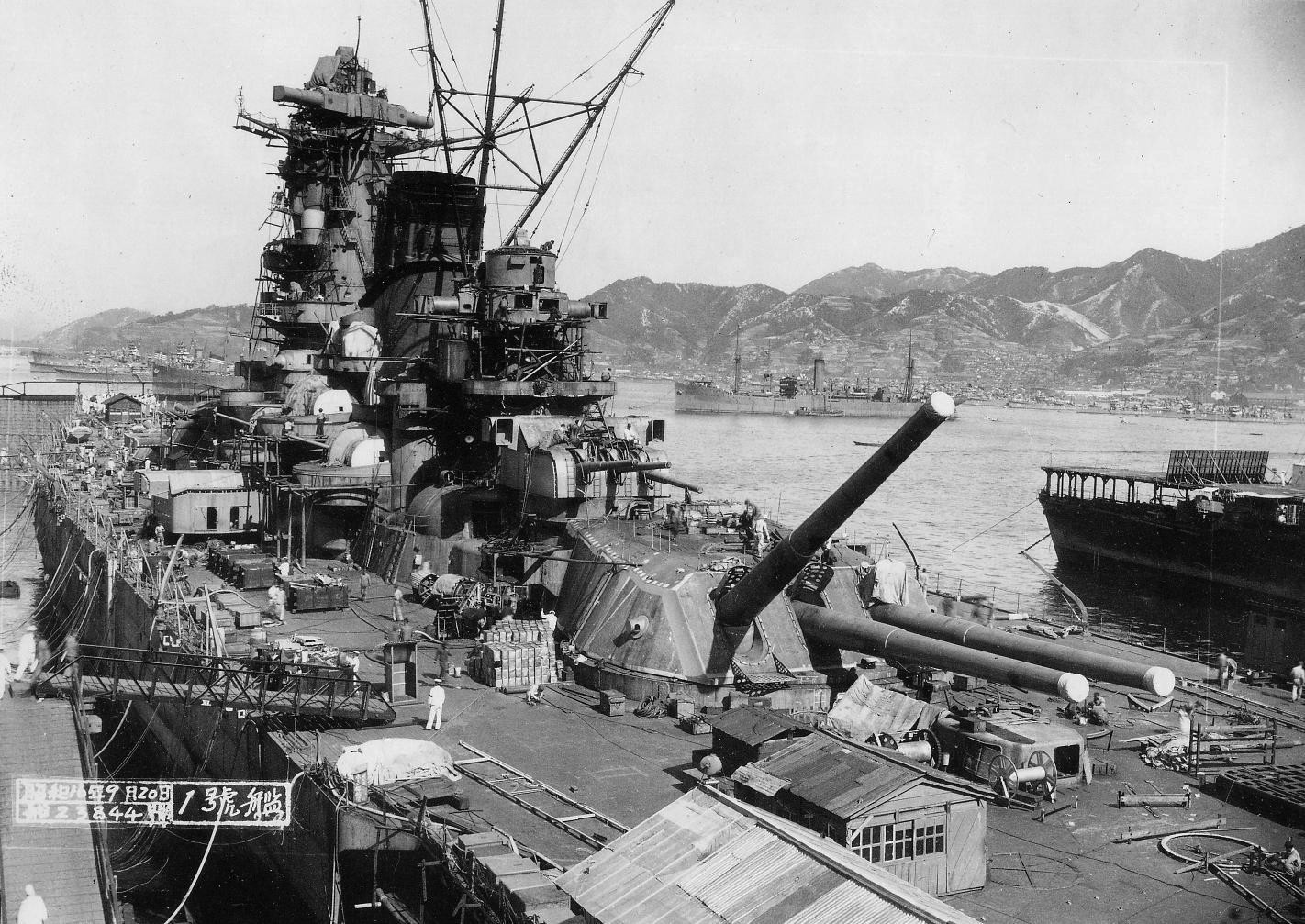
Yamato trong thời gian chế tạo

Thiết giáp hạm Yamato được đặt hàng vào tháng 3 năm 1937, được đặt lườn vào ngày 4 tháng 11 năm 1937, được hạ thủy vào ngày 8 tháng 8 năm 1940, và được đưa vào hoạt động ngày 16 tháng 12 năm 1941. Nó trải qua các đợt thực thực tập huấn luyện cho đến ngày 27 tháng 5 năm 1942, khi Đô đốc Isoroku Yamamoto công bố con tàu ở vào chế độ "sẵn sàng chiến đấu". Gia nhập Hải đội Thiết giáp hạm 1, Yamato phục vụ như là soái hạm của Hạm đội Liên hợp trong trận Midway vào tháng 6 năm 1942, nhưng chưa có dịp đọ súng cùng lực lượng đối phương trong trận này. Trong hai năm tiếp theo sau, nó di chuyển qua lại giữa các căn cứ hải quân Truk và Kure, nhưng vai trò soái hạm của Hạm đội Liên hợp được chuyển cho con tàu chị em với nó là chiếc Musashi. Trong thời kỳ này, Yamato, như là thành phần của Hải đội Thiết giáp hạm 1, được bố trí trong nhiều dịp nhằm phản công các đợt không kích của Mỹ vào các hòn đảo căn cứ Nhật. Ngày 25 tháng 12 năm 1943, nó bị hư hỏng nghiêm trọng sau cuộc tấn công bằng ngư lôi bởi tàu ngầm Skate, và bị buộc phải quay về Kure để sửa chữa và nâng cấp cấu trúc.
Năm 1944, sau khi được nâng cấp rộng rãi dàn pháo hạng hai và pháo phòng không, Yamato gia nhập Hạm đội 2 trong Trận chiến biển Philippines, nó hộ tống cho lực lượng tàu sân bay Nhật. Trong trận Trận chiến vịnh Leyte vào tháng 10 năm 1944, lần đầu tiên nhưng cũng là lần duy nhất, nó sử dụng dàn pháo chính nhắm vào tàu chiến đối phương, và đã đánh chìm tàu sân bay hộ tống USS Gambier Bay (CVE-73) và tàu khu trục hộ tống USS Johnston (DD-557) trước khi Lực lượng Trung tâm của Phó Đô đốc Kurita rút lui khỏi chiến trường. Bị thiệt hại nhẹ tại Kure trong tháng 3 năm 1945, con tàu được tái cấu trúc lần nữa qua việc nâng cấp hỏa lực phòng không.
Yamato bị đánh chìm vào ngày 7 tháng 4 năm 1945 bởi máy bay từ các tàu sân bay Mỹ trong Cuộc hành quân Ten-Go sau khi trúng phải ít nhất 10 quả ngư lôi và 7 quả bom, trước khi bị lật úp. 2.498 người trong số 2.700 thành viên thủy thủ đoàn thiệt mạng, kể cả Phó Đô đốc Seiichi Itō. Việc đánh chìm chiếc Yamato được xem là một chiến thắng lớn của Mỹ, và biên tập viên quân sự Hanson W. Baldwin của tờ New York Times đã viết rằng: "Sự kiện đánh chìm chiếc thiết giáp hạm mới Yamato của Nhật... là một bằng chứng... nếu thật sự cần đến, là đã đánh đúng vào điểm yếu chết người của người Nhật trên bầu trời và trên mặt biển".

### Musashi

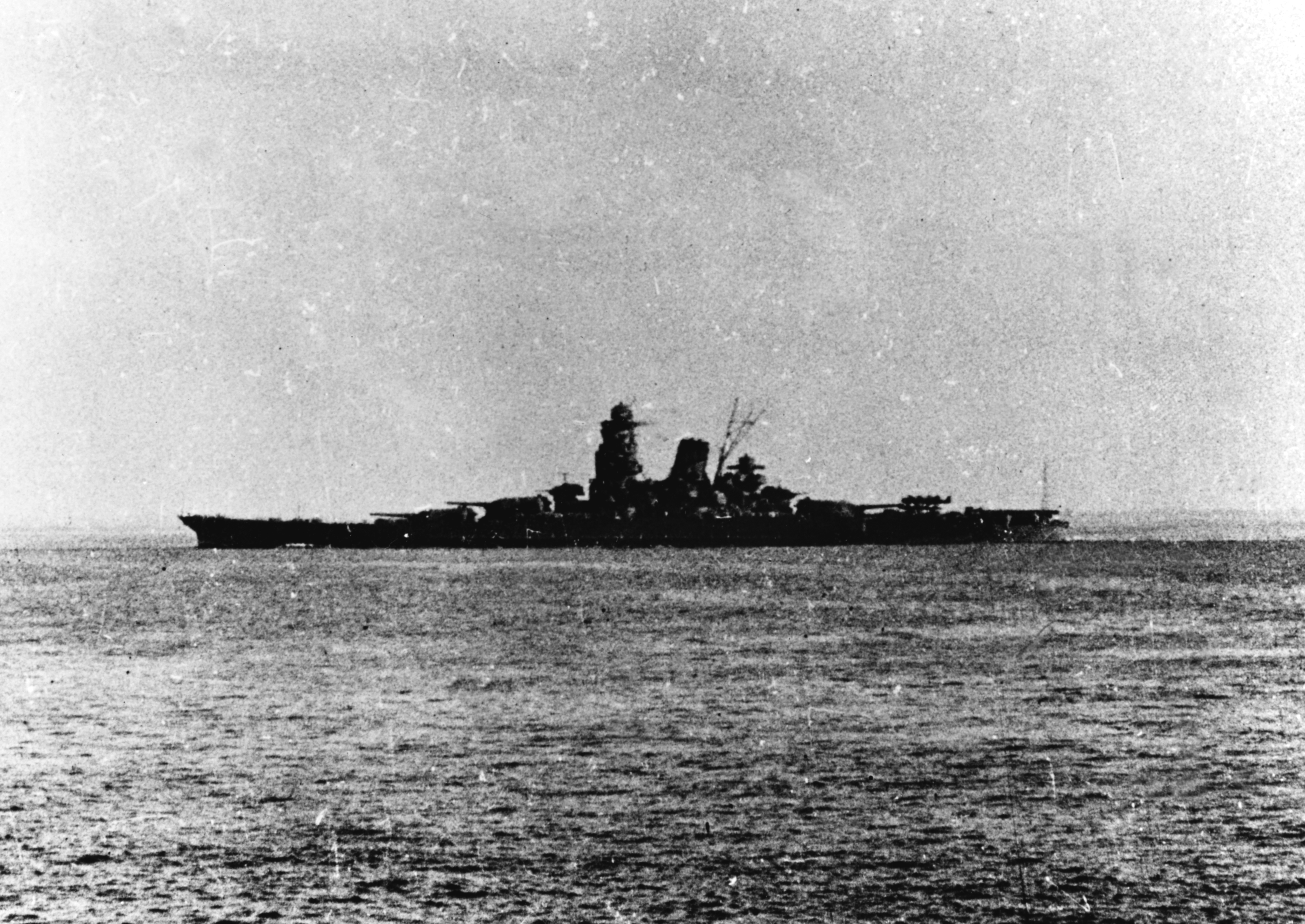
Musashi rời Brunei vào tháng 10 năm 1944

Musashi được đặt hàng vào tháng 3 năm 1937, được đặt lườn ngày 29 tháng 3 năm 1938, hạ thủy ngày 1 tháng 11 năm 1940, và được đưa vào hoạt động ngày 5 tháng 8 năm 1942. Từ tháng 9 đến tháng 12 năm 1942, nó tham gia các cuộc thực tập huấn luyện trên biển và phòng không tại Hashirajima. Ngày 11 tháng 2 năm 1943, Musashi thay thế chiếc tàu chị em với nó Yamato làm soái hạm cho Hạm đội Liên hợp Nhật Bản. Cho đến tháng 7 năm 1944, Musashi di chuyển qua lại giữa các căn cứ hải quân Truk, Yokosuka, Brunei và Kure. Ngày 29 tháng 3 năm 1944, chiếc thiết giáp hạm trúng phải một quả ngư lôi bắn ra từ tàu ngầm Mỹ Tunny và bị hư hại đáng kể gần mũi tàu. Sau khi sửa chữa và tái trang bị suốt tháng 4 năm 1944, Musashi gia nhập Hải đội Thiết giáp hạm 1 tại Okinawa.
Trong thành phần của Hạm đội 2, vào tháng 6 năm 1944, Musashi hộ tống các tàu sân bay Nhật trong Trận chiến biển Philippine. Tháng 10 năm 1944, chiếc thiết giáp hạm rời Brunei trong đội hình Lực lượng Trung tâm của Đô đốc Takeo Kurita tham gia Trận chiến vịnh Leyte. Musashi bị đánh chìm ngày 24 tháng 10 trong quá trình trận chiến biển Sibuyan, trúng phải 17 quả bom và 19 quả ngư lôi, tổn thất 1.023 người trong số 2.399 thành viên thủy thủ đoàn.

### Shinano

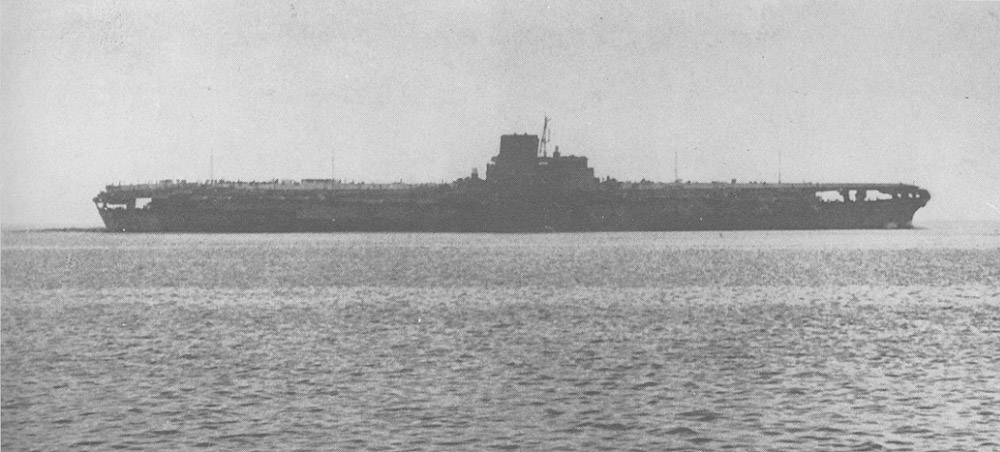
Shinano vào tháng 11 năm 1944

Vào tháng 6 năm 1942, sau thất bại của Nhật tại Midway, việc chế tạo chiếc thiết giáp hạm thứ ba của lớp Yamato được tạm ngưng, thân tàu được chuyển dần sang chế tạo một chiếc tàu sân bay. Được đặt tên là Shinano, nó được thiết kế như một tàu hỗ trợ với tải trọng 64.800 tấn, có khả năng chuyên chở, sửa chữa và tái trang bị máy bay cho các liên đội máy bay trên các tàu sân bay khác. Cho dù ban đầu con tàu được dự định sẽ đưa ra hoạt động vào đầu năm 1945, việc chế tạo Shinano được đẩy nhanh sau thất bại trong Trận chiến biển Philippine; kết quả là con tàu được hạ thủy ngày 5 tháng 10 năm 1944 và được đưa vào hoạt động khoảng hơn một tháng sau, 19 tháng 11. Chín ngày sau, Shinano rời Yokosuka di chuyển đến Kure. Và đang khi trên đường đi vào sáng sớm ngày 29 tháng 11, Shinano trúng phải bốn quả ngư lôi từ tàu ngầm Mỹ Archer-Fish. Cho dù các hư hại xem ra có thể kiểm soát được, việc ngập nước các khoang bên dưới khiến con tàu bị nghiêng qua mạn phải. Lúc quá trưa, con tàu bị lật nghiêng và chìm, mang theo 1.435 người trong tổng số 2.400 thành viên thủy thủ đoàn. Cho đến tận ngày nay, Shinano là chiếc tàu hải quân lớn nhất từng bị một tàu ngầm đánh chìm.

## Đặc tính

### Vũ khí

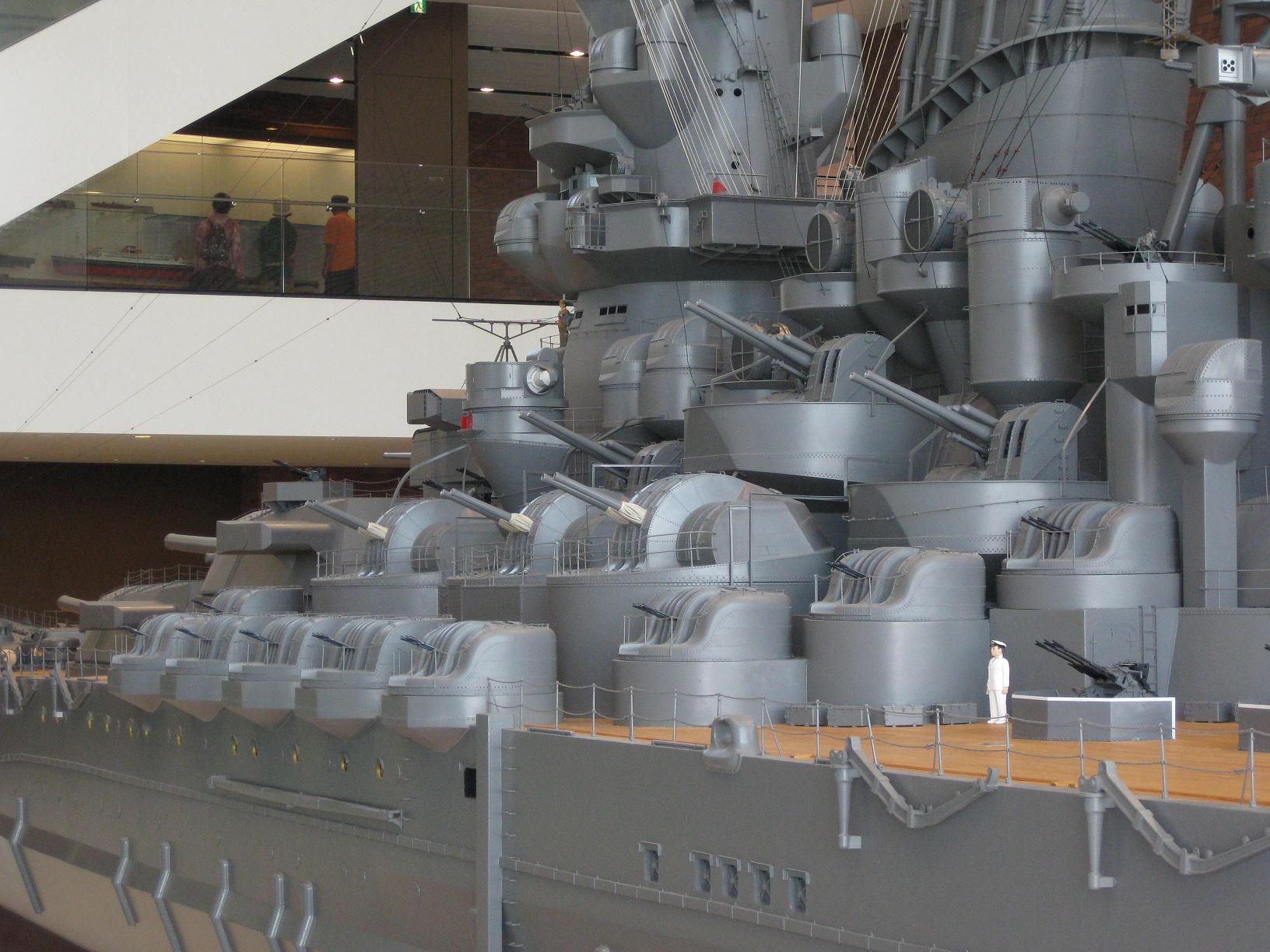
Hỏa lực phòng không được trang bị bên hông chiếc Yamato, như được mô phỏng bằng mô hình của con tàu tại Bảo tàng Yamato ở Kure.

Cho dù dàn pháo chính của lớp Yamato ban đầu được chỉ định là pháo 40 cm/45 caliber (15,9 in) Kiểu 94, trong thực tế những chiếc tàu chiến được trang bị chín khẩu pháo 460 mm (18,1 in)/45 caliber, cỡ pháo lớn nhất từng được trang bị trên tàu chiến, được bố trí trên ba tháp pháo ba nòng, mỗi chiếc nặng đến 2.774 tấn. Mỗi khẩu pháo dài 21,13 m (69 ft 4 in), nặng 147,3 tấn, có khả năng bắn đầu đạn nổ hay đạn xuyên thép xa 42 km (26 dặm/22,6 hải lý) ở tốc độ 1½ đến 2 quả mỗi phút. Các khẩu pháo chính còn có thể bắn ra các quả đạn phòng không đặc biệt nặng 1.360 kg (3.000 lb) tên gọi 3 Shiki tsûjôdan ("Kiểu 3 Chung"). Một kíp nổ định thời gian được sử dụng để định khoảng cách bao xa trước khi quả đạn sẽ phát nổ, và chúng thường được đặt để cho nổ ở khoảng cách 1.000 m. Khi được kích nổ, mỗi quả đạn sẽ cho bung ra khoảng 900 ống chứa đầy chất cháy trong một chóp hình nón 20° hướng về phía máy bay đối phương; một khối thuốc nổ sẽ được sử dụng để phá vỡ bản thân vỏ đạn tạo ra thêm nhiều mảnh thép, và rồi các ống được kích nổ. Ống sẽ được đốt cháy trong năm giây ở nhiệt độ 3.000 °C (5.400 °F) khởi sự một vệt lửa kéo dài 5 m (16 ft 4 in). Cho dù chúng chiếm đến 40% tổng cơ số đạn pháo chính vào năm 1944, đạn 3 Shiki tsûjôdan hiếm khi được sử dụng trong chiến đấu đối phó lại máy bay đối phương do tổn hại nghiêm trọng mà loại đạn này gây ra trên nòng các khẩu pháo chính; thực ra, một quả đạn loại này có thể đã phát nổ sớm và làm tê liệt một khẩu pháo trên chiếc Musashi trong trận chiến biển Sibuyan. Những quả đạn này được dự định tạo ra một bức màn hỏa lực ngăn chặn mọi chiếc máy bay tấn công tìm cách xuyên qua. Tuy nhiên, phi công Mỹ xem thường loại vũ khí này như là một kiểu pháo hoa để trình diễn hơn là một vũ khí phòng không có khả năng.
Trong thiết kế ban đầu, dàn pháo hạng hai của lớp Yamato bao gồm 12 khẩu pháo 155 mm (6.1 inch) bố trí trên bốn tháp súng ba nòng (một ở phía trước, một phía sau và hai ở giữa tàu), và 12 khẩu pháo 127 mm (5 inch) trên sáu tháp súng đôi (ba tháp súng mỗi bên hông ở giữa tàu). Thêm vào đó, lớp Yamato ban đầu được trang bị 24 súng phòng không 25 mm (1 inch), thoạt tiên được bố trí ở giữa tàu. Đến năm 1944, những chiếc thiết giáp hạm trong lớp được nâng cấp hỏa lực phòng không một cách đáng kể, với cấu hình pháo hạng hai trên chiếc Yamato được đổi thành sáu khẩu pháo 155 mm (6.1 inch), 24 khẩu pháo 127 mm (5 inch), và 162 súng phòng không 25 mm (1 inch); trên chiếc Musashi là sáu khẩu 155 mm (6.1 inch), 12 khẩu 127 mm (5 inch), và 130 súng phòng không 25 mm (1 inch) nhằm chuẩn bị cho trận hải chiến quyết định tại vịnh Leyte.
Vũ khí trang bị cho Shinano khác biệt đáng kể so với những chiếc tàu chị em với nó do việc cải biến. Vì chiếc tàu sân bay được thiết kế nhằm vai trò hỗ trợ, hỏa lực phòng không của nó được tăng cường một cách đáng kể: 16 khẩu 127 mm (5 inch), 125 súng phòng không 25 mm (1 inch), và 336 ống phóng rocket phòng không 127 mm (5 inch) được bố trí thành 12 dàn, mỗi dàn có 28 ống phóng. Tuy nhiên, dàn hỏa lực trên chưa từng được sử dụng chống lại tàu chiến hay máy bay đối phương.

### Vỏ giáp
Được thiết kế để tiếp chiến đồng thời nhiều tàu đối phương, lớp Yamato được trang bị vỏ giáp rất dày. Đai giáp chính dọc theo thân tàu dày 410 mm (16 inch), với các vách ngăn bổ sung dày 355 mm (14 inch) phía sau đai giáp chính. Cấu trúc thân tàu bên trên rất tiên tiến, dạng hông tàu uốn lượn cách kỳ dị đã giúp vỏ giáp tăng tối đa hiệu quả, cấu trúc vững chắc trong khi tối ưu hóa trọng lượng. Vỏ giáp trên tháp pháo còn vượt quá đai giáp chính với độ dày đến 650 mm (25,5 inch). Các tấm vỏ giáp trên đai giáp chính và tháp súng được làm từ Vickers Hardened, một loại thép tấm được gia cố bề mặt. Vỏ giáp sàn tàu dày 75 mm (3 inch) làm từ một loại hợp kim nickel-chromium-molybdenum. Các thử nghiệm đạn đạo tại bãi thử ở Kamegabuki cho thấy vỏ giáp sàn tàu bằng hợp kim tốt hơn thép tấm Vicker đồng nhất khoảng 10-15%. Các tấm thép bổ sung được thiết kế bằng cách chế biến thành phần của chromium và nickel trong hợp kim. Hàm lượng nickel cao hơn cho phép thép tấm có thể cuộn và uốn mà không tạo ra sự rạn nứt.
Kỹ thuật hàn hồ quang tương đối mới vào thời đó đã được áp dụng một cách rộng rãi suốt con tàu, giúp tăng cường độ bền của vỏ giáp. Bằng kỹ thuật này, đai giáp bên dưới, vốn được trang bị cho các con tàu sau các thử nghiệm tác xạ trên lớp thiết giáp hạm Tosa cùng ngư lôi mới Nhật Bản Kiểu 91 có thể di chuyển một quãng đường dài dưới nước, được sử dụng để gia cố cấu trúc của toàn bộ thân tàu. Tổng cộng, những tàu chiến lớp Yamato có 1.147 ngăn kín nước, trong đó 1.065 ngăn bên dưới sàn tàu bọc thép.
Tuy vậy, vỏ giáp của lớp Yamato vẫn còn nhiều chỗ thiếu sót, một số đã tỏ ra chết người trong những năm 1944–1945. Đặc biệt đáng kể là sự liên kết yếu kém giữa hai lớp đai giáp trên và dưới tạo ra một điểm yếu ngay bên dưới mực nước, khiến cho lớp tàu này dễ bị thiệt hại do ngư lôi ném từ trên không. Những điểm yếu về cấu trúc khác hiện diện gần mũi tàu, nơi lớp vỏ giáp nói chung mỏng hơn. Thân chiếc Shinano còn chịu nhiều khiếm khuyết về cấu trúc hơn nữa do việc thi công vội vã, nó chỉ được trang bị vỏ giáp tối thiểu và không có các ngăn kín nước vào lúc nó bị đánh chìm.

### Động lực
Lớp Yamato có 12 nồi hơi Kanpon và bốn turbine hơi nước, dẫn động bốn chân vịt có đường kính 6 m (19 ft 8 in). Với công suất tổng cộng 147.948 mã lực, lớp Yamato chỉ đạt được tốc độ tối đa 50 km/h (27 knot), nên khả năng hoạt động cùng các tàu sân bay nhanh cũng phần nào bị hạn chế. Thêm vào đó, lượng nhiên liệu tiêu thụ của cả hai con tàu đều ở mức rất cao. Kết quả là cả hai chiếc thiết giáp hạm đều không được huy động vào Chiến dịch quần đảo Solomon hay những trận đánh nhỏ "nhảy cóc" giữa các hòn đảo trong giai đoạn năm 1943 và đầu năm 1944. Hệ thống động lực trên chiếc Shinano được cải tiến đôi chút, cho phép chiếc tàu sân bay đạt được tốc độ tối đa 52 km/h (28 knot).

## Lớp thiết giáp hạm "Siêu Yamato"
Hai chiếc thiết giáp hạm thuộc về một lớp được thiết kế hoàn toàn mới và lớn hơn đã được vạch kế hoạch trong chương trình bổ sung hạm đội năm 1942. Được đặt tên là Thiết kế A-150 và hai chiếc có tên gọi Tàu chiến số 178 và 179, kế hoạch được bắt đầu ngay sau khi việc thiết kế lớp Yamato vừa hoàn tất, có lẽ trong khoảng năm 1938–1939. Mọi thứ cần thiết đã hoàn tất vào khoảng năm 1941, nhưng do nguy cơ chiến tranh đã đến gần, công việc cho những chiếc thiết giáp hạm được tạm ngưng nhằm dồn nỗ lực cho những kiểu tàu chiến khác cũng đang rất cần thiết như tàu sân bay và tàu tuần dương. Việc Nhật Bản thất bại trong trận Midway với bốn tàu sân bay bị đánh chìm (trong tổng số 10 chiếc của toàn bộ hải quân) khiến Nhật phải tập trung nguồn lực cho việc đóng tàu sân bay, nên việc chế tạo những chiếc thiết giáp hạm này hầu như không thể tiếp tục.
Nếu được chế tạo, đây sẽ là "những thiết giáp hạm mạnh nhất trong lịch sử" với dàn pháo chính có cỡ nòng 510 mm (20 inch) và vũ khí phòng không được trang bị rộng rãi. Giống như số phận của những tài liệu liên quan đến lớp Yamato, đa số tài liệu và mọi kế hoạch liên quan đến dự án này đều bị tiêu hủy vào giai đoạn kết thúc chiến tranh. Người ta chỉ được biết rằng thiết kế cuối cùng của những tàu chiến này có hỏa lực mạnh hơn so với lớp Yamato, dàn pháo chính gồm sáu khẩu 510 mm (20 inch) bố trí trên ba tháp pháo đôi, trong khi pháo hạng hai gồm "nhiều" khẩu 100 mm (4 inch). Lượng rẽ nước của con tàu có lẽ tương đương với Yamato, trong khi đai giáp hông của con tàu được thiết kế dày 460 mm (18,1 inch).

## Tầm ảnh hưởng văn hóa

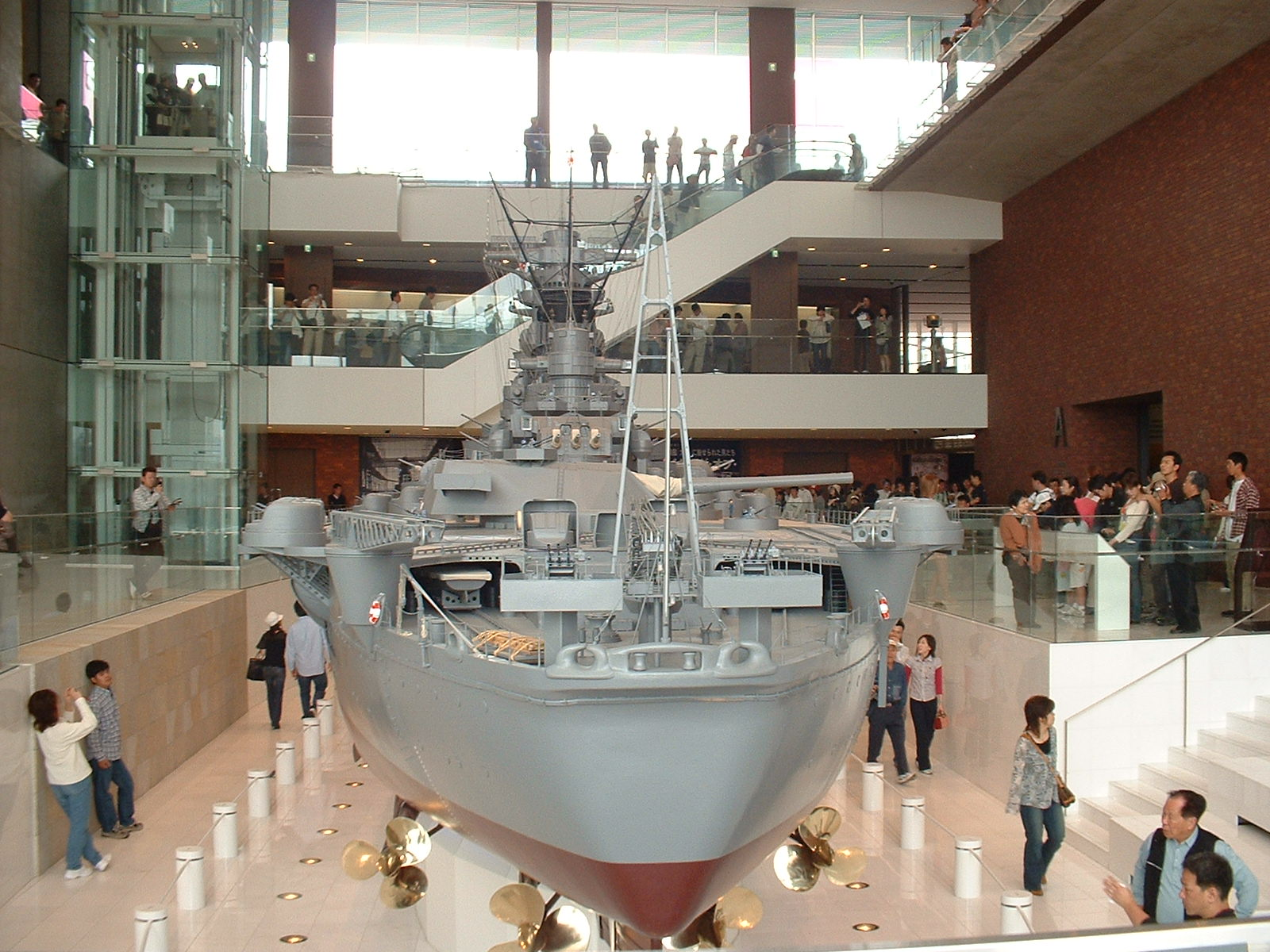
Khách tham quan "Bảo tàng Yamato" đang ngắm mô hình tỉ lệ 1/10 của chiếc thiết giáp hạm vào năm 2006

Từ lúc lớp tàu này được chế tạo cho đến ngày nay, Yamato và Musashi đã có mặt đáng kể trong văn hóa Nhật Bản, đặc biệt là chiếc Yamato. Sau khi hoàn tất, những chiếc thiết giáp hạm này trở thành hình ảnh tiêu biểu cho kỹ thuật hàng hải của Đế quốc Nhật Bản. Hơn nữa, hai chiếc tàu chiến này, do kích cỡ, tốc độ và hỏa lực siêu hạng, trở nên hiện thân rõ ràng cho quyết tâm và sự sẵn sàng của Nhật trong việc bảo vệ lợi ích của họ chống lại các thế lực phương Tây, đặc biệt là Hoa Kỳ. Shigeru Fukudome, Trưởng phòng Tác chiến Bộ tham mưu Hải quân Nhật, đã mô tả hai chiếc tàu này như là "những biểu trưng của sức mạnh hải quân, đem đến cho cả sĩ quan cũng như thủy thủ một niềm tin sâu sắc vào sự hùng mạnh của họ."
Yamato, và đặc biệt là câu chuyện về sự đánh chìm nó, đã xuất hiện trên nhiều trong văn hóa đại chúng Nhật, ví dụ như phim hoạt hình Space Battleship Yamato và bộ phim Yamato năm 2005. Sự hiện diện trong văn hóa đại chúng thường trình bày chuyến đi hành động cuối cùng của con tàu như là nỗ lực dũng cảm, quên mình nhưng vô ích và có tính tượng trưng của những thủy thủ Nhật Bản xả thân bảo vệ quê hương họ. Một trong những lý do khiến chiếc tàu chiến có ảnh hưởng lớn đến như thế là do chữ "Yamato" (Đại Hòa) thường được sử dụng như một tên thơ ca của Nhật Bản. Do đó, sự kết liễu chiếc thiết giáp hạm Yamato là một ẩn dụ cho sự kết thúc của Đế quốc Nhật Bản.